# Hampus von Post
Hampus Adolf von Post, född 15 december 1822 på herrgården Tisenhult i Östergötland, död 16 augusti 1911 i Uppsala, var en svensk agronom och geolog.

## Biografi
Hampus von Posts far var Ernst Reinhold von Post, som var postmästare i Köping sedan han med majors titel fått avsked i armén efter en krigsskada från finska kriget. Modern hette Emilia Ulrica Borgström och kom från Gärtorp. Hampus von Post var det sjätte barnet av nio.
von Post blev student vid Uppsala universitet 1840 och underlöjtnant vid Västmanlands regemente 1841 samt biträdde 1842-1845 sin farbror i bruksverksamheten som var knuten i anslutning till gården Frängsäter i Östergötland. Åren 1846-1847 studerade von Post kemisk teknologi utomlands och 1848 studerade han kemi i Stockholm under Lars Fredrik Svanbergs ledning. År 1849 blev han lärare i kemi, fysik och geologi vid Ultuna lantbruksinstitut. Han befordrades 1850 till löjtnant. År 1852 lämnade han sin tjänst vid regementet och lärarplatsen vid Ultuna för att i stället ta över disponentskapet för glasbruket i Rejmyre, en befattning som han hade fram till 1868 då han åter året därpå blev lärare i agrikulturkemi och geologi samt föreståndare för lantbrukskemiska försöksanstalten vid Ultuna. Han lämnade den tjänsten 1892. Trots sina akademiska meriter avlade von Post aldrig någon akademisk examen. Han avböjde vid ett flertal tillfällen, första gången 1859, att bli professor. Han accepterade dock 1875 att få professors namn, heder och värdighet.
Även om von Post under större delen av sitt liv var bunden till jordbruk och industri som lärare och ledare så ägnade han sig mest åt naturvetenskapliga studier inom de flesta områden. Mest utmärkande var hans skarpa iakttagelseförmåga och outtröttliga flit i att anteckna och beskriva föremål och företeelser i naturen. Under sina tidigare år publicerade han flera avhandlingar, som väckte stort beaktande, men han saknade vilja för ett sammanhängande arbete av sina iakttagelser och slutsatser. Till följd av detta kom hans arbeten inte den vetenskapliga utvecklingen till godo.
Han var främst kvartärgeolog. Omkring 1840 lanserade schweizaren Louis Agassiz en för sin tid kontroversiell teori, som gick ut på att norra hemisfären under lång tid hade varit täckt av en tjock inlandsis. Svenskarna Otto Torell, Hampus von Post och Axel Erdmann gjorde viktiga insatser, som kompletterade och fullständigade Agassiz’ teori. von Post gjorde grundläggande iakttagelser om rullstensåsarnas uppbyggnad och de olika lerornas och koprogena jordarternas bildning. Han var den förste svenske geolog som förespråkade glaciärteorin mot Nils Gabriel Sefströms tidigare hyllade lära om rullstensfloden. Han förklarade jättegrytornas uppkomst och påpekade ungefär samtidigt med Darwin daggmaskarnas och andra djurs betydelse vid mullbildningen samt indelningen av de kvartära bildningarna. Men han var också en framstående svamp- och insektskännare och lämnade en mängd viktiga iakttagelser om de växtskador de förorsakade.  Han ägnade även stor uppmärksamhet åt växtarternas formväxling och urskilde ett stort antal variationer på flera vilda och odlade växter.
På det botaniska området var von Post banbrytande på två olika sätt. Han var en av de första i Sverige som undersökte torvmossarnas fossila växtlighet i samband med lagrens olikheter och ordningsföljd (Botaniska notiser 1865). Han ledde vidare i sitt lilla forskningsarbete Några ord till fäderneslandets yngre botanister (1842) och i uppsatsen Om växtgeografiska skildringar (1854) uppmärksamheten på växtsamhällena och växtformationerna. Han framlade även ett program till utredning av "växtplatserna" eller "stationes". von Post blev därigenom en omedelbar föregångare och vägvisare för senare tids växtgeografiska forskning särskilt den rika alstringen på detta område inom Skandinavien och Finland i slutet av 1800-talet.
Hans forskargärning rönte ett stort erkännande och 1858 blev han ledamot av Kungliga Vetenskapsakademien och 1861 ledamot av Lantbruksakademin där han även blev hedersledamot 1894. Han fick professors titel 1875. Han promoverades i sin frånvaro till hedersdoktor i Uppsala 1877. von Post fick Uppsala läns hushållningssällskaps guldmedalj 1895 men han fick alltid arbeta med små ekonomiska och vetenskapliga hjälpmedel. Hampus von Post har fått ge namn åt von Postbreen, som är en glaciär på Svalbard.
Hampus von Post var gift första gången med sin kusin Beata von Post, dotter till hans farbror Stafs von Post och friherrinnan Kerstin von Ungern-Sternberg. Ett av barnen var Thom von Post. Hampus von Post ligger begravd på Uppsala gamla kyrkogård.